# Canana gegant
La canana o pota gegant (Dosidicus gigas) és un gran calamar depredador que es troba a les aigües del Corrent de Humboldt a l'est de l'oceà Pacífic. Normalment es troben a fondàries d'entre 200 i 700 m des de Terra del Foc a Califòrnia. Recentment s'han trobat espècimens als estats d'Oregon i Washington i a la Colúmbia Britànica, i Alaska.

## Característiques
Són invertebrats carnívors marins que es mouen en grups de més de 1.200 individus i poden nedar a 24 km/hora. Són molt agressius i hi ha testimonis d'haver atacat als pescadors. Es creu que només viuen un any. Poden tenir una llargada de 2 metres i pesar 45 kg. Poden canviar ràpidament de color gràcies als seus cromatòfors.

## Pesca
El seu mercat és principalment Espanya, Itàlia i França. Les plantes de processament es troben entre altres llocs a Paita al Perú.
Aquests calamars es pesquen de nit amb llum artificial. Les àrees principals de la seva pesca són el nord del Perú i Mèxic llocs on se'ls coneix com a diables vermells (diablos rojos).

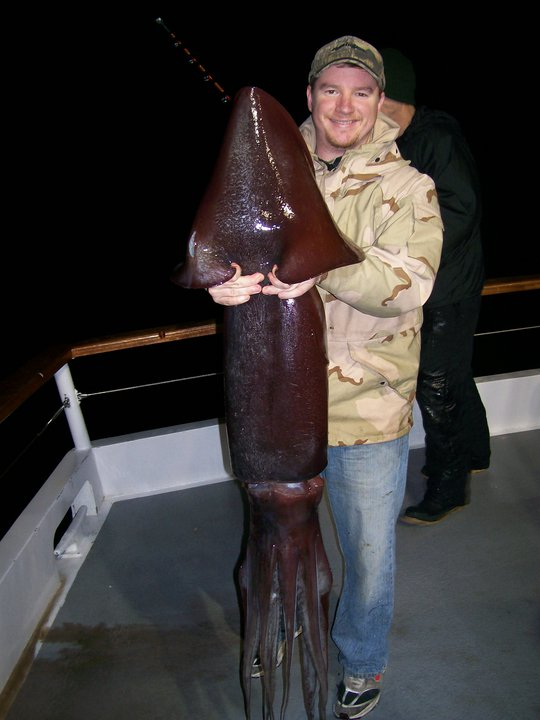
Calamar gegant i el seu pescador